# パワーコンビニ情熱空間
パワーコンビニ情熱空間（パワーコンビニじょうねつくうかん）とは、株式会社ドン・キホーテが展開していたコンビニエンスストアである。

## 概要
ドン・キホーテが2006年から2008年にかけて展開し、弁当や総菜（中食）を店内調理して提供する「中食厨房」を併設したコンビニエンスストア事業であった。
当初は「オリジン弁当」を展開するオリジン東秀をドン・キホーテが買収して中食厨房を任せるという構想があったが、実現しなかった。

## 沿革
- 2006年8月19日 - 「パワーコンビニ情熱空間」形態の1号店となる「渋谷西原店」を開店[3]。
- 2006年12月12日 - 「西国分寺駅前店」を開店。
- 2007年2月6日 - 「杉並富士見ヶ丘店」を開店。
- 2007年2月13日 - 「保谷駅南口店」を開店。
- 2007年4月24日 - 「八王子横山町店」を開店。
- 2007年7月26日 - 「船橋競馬場駅前店」を開店（千葉県1号店）。
- 2007年10月10日 - 「船橋競馬場駅前店」以外の店舗5店と、船橋競馬場駅前店のデリカ部門のみ閉店。
- 2008年1月25日 - 「船橋競馬場駅前店」が閉店。

## 運営店舗
- 渋谷西原店（東京都渋谷区西原1-50-3、初台駅・幡ヶ谷駅・代々木八幡駅近く）
- 西国分寺駅前店（東京都国分寺市泉町2-9-1、西国分寺駅前）
- 杉並富士見ヶ丘店（東京都杉並区久我山5-24-30、元中央家庭電器富士見ヶ丘店）
- 保谷駅南口店（東京都練馬区南大泉4-54-5、保谷駅南口近く）
- 八王子横山町店（東京都八王子市横山町19-7）
- 船橋競馬場駅前店（千葉県船橋市宮本9-1-1、船橋競馬場駅前）